# Parathesis cartagoana
Parathesis cartagoana är en viveväxtart som beskrevs av C.L. Lundell. Parathesis cartagoana ingår i släktet Parathesis och familjen viveväxter. Inga underarter finns listade i Catalogue of Life.